# 화이트워싱

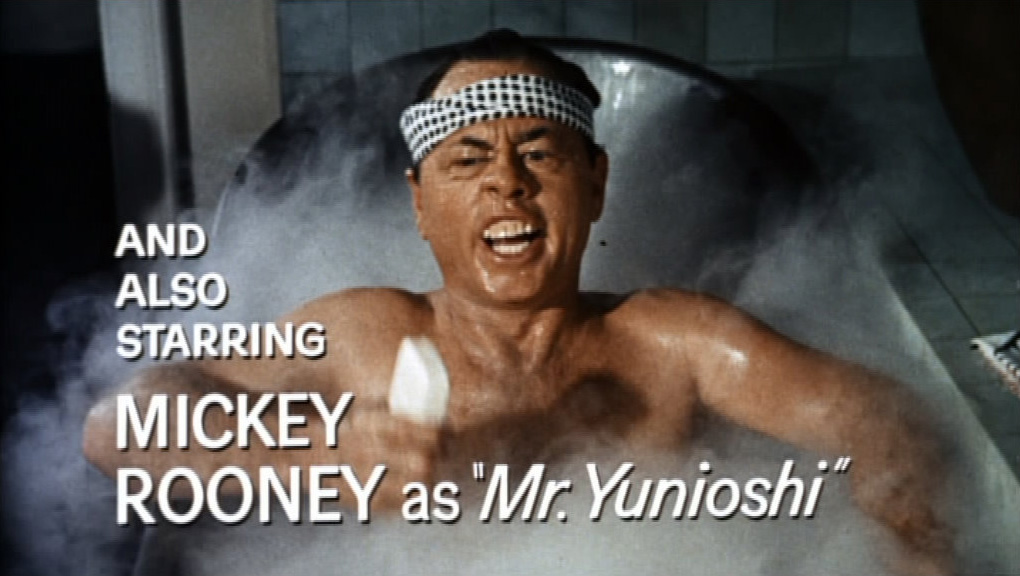
1961년 영화 《티파니에서 아침을》에서 미키 루니는 일본인 주인 역인 유니오시 역을 맡았다.

화이트워싱(Whitewashing)은 미국 영화 산업 용어 중 하나로, 백인이 아닌 캐릭터인데도 백색 인종 배우로 캐스팅하는 행태를 의미한다. 관련 용어로 피부색을 전혀 고려하지 않고 캐스팅하는 것을 칼라블라인드 캐스팅이라고 말한다.